# 兒童權利宣言

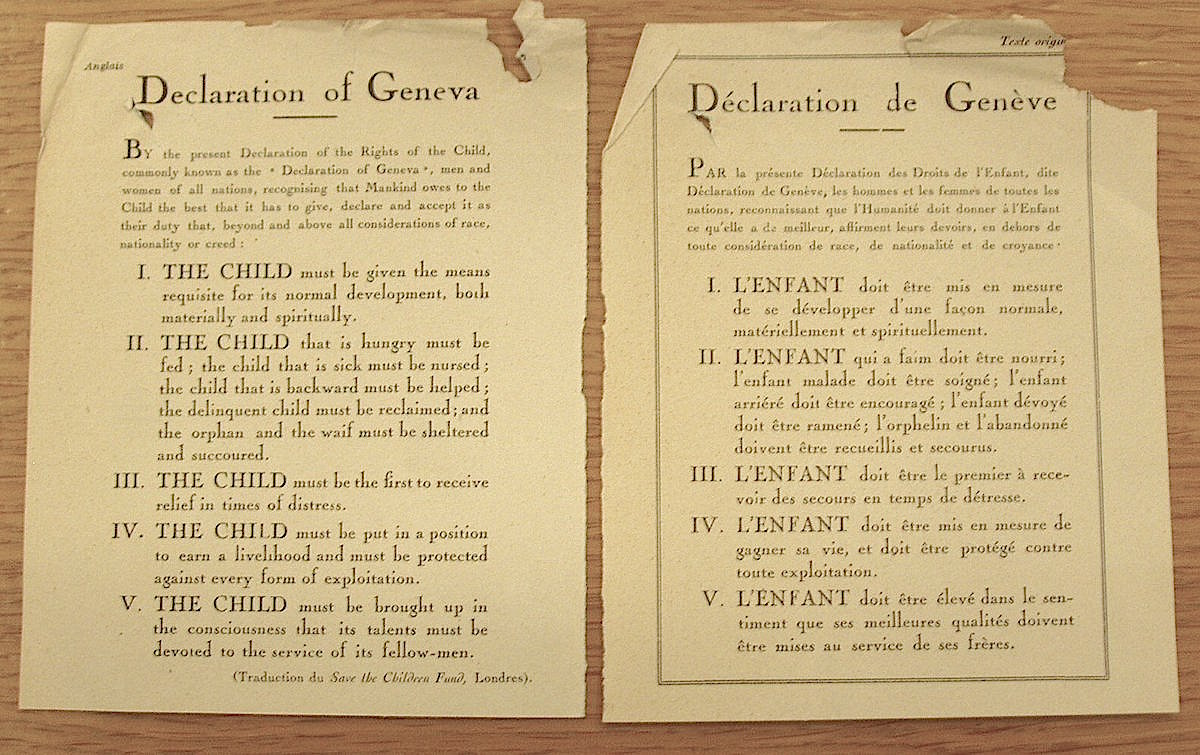
圖為國際聯盟於1924年通過的兒童權利宣言，左為英文版，右為法文版。

兒童權利宣言（英文：Declaration of the Rights of the Child），亦稱日內瓦兒童權利宣言（英文：Geneva Declaration of the Rights of the Child），是一份有關兒童權利的國際宣言，由Eglantyne Jebb起草，於1924年被國際聯盟採用，並於1950年被聯合國批准。現宣言及其擴展形式已經成為聯合國的標準條約，聯合國也於1989年制定《兒童權利公約》。

## 宣言內容
1924年被國際聯盟採用的宣言大致內容如下：
1. 必须採取能使儿童獲得物质和精神上正常发展所必需的手段；
2. 饥饿的孩子必须吃饱；生病的孩子必须得到护理；落后的孩子必须得到帮助；必须收回违法儿童；孤儿和流浪儿必须得到庇护和救助；
3. 在遇到困难时，孩子必须是第一个获得救济的人；
4. 必须使儿童有能力谋生，必须保护儿童免受各种形式的剥削；
5. 必须培养孩子的意识，即他的才能必须致力于为同胞服务。

該宣言由英國人權活動家 Eglantyne Jebb 起草，他和他的姊姊在1919年創立救助兒童會。在紅十字會的支持之下，1920年，國際救助兒童會聯盟成立，聯盟在1923年通過上文為《兒童權利宣言》，1924年被國際聯盟所批准採用，其名為《國際兒童權利憲章》。國際聯盟在1934年重申該憲章，許多國家政府將憲章納入本地法案。在法國，許多學校被要求展示憲章。
聯合國於第二次世界大戰後成立。鑑於二戰期間兒童的權利受到更廣泛的剝奪，聯合國於1946年通過該條約的擴展版，1948年該條約擴展工作完成，擴展後內容大致如下：
1. 必须超越种族、国籍或信仰的所有考虑以保护儿童。
2. 照顾孩子时必须充分尊重其家庭，並把兒童及其家庭作为一个整体對待。
3. 必须为儿童在物质、道德和精神上的正常发展提供必要的手段。
4. 饥饿的孩子要吃饱，生病的孩子要照顾，身心有障碍的孩子要帮助，違反法律、心靈不良的孩子要接受再教育，孤儿和流浪的人要得到庇护，得救。
5. 在遇险时，孩子必须是第一个获得救济的人。
6. 儿童必须享受社会福利和社会保障计划提供的全部福利，必须接受培训，使其能够在适当的时候谋生，并且必须受到保护，免受各种形式的剥削。
7. 必须培养孩子的意识，即必须将其才能用于为同胞服务。

1959年12月10日，為了適應國際需求，聯合國再在上文的基礎上通過更新版的《兒童權利宣言》，由七條原則改為十條原則。12月10日也因此成為許多國家的兒童節。

## 另見
- 兒童節
- 兒童權利公約

## 外部連結
兒童權利宣言（1924） （页面存档备份，存于）
兒童權利宣言（1948） （页面存档备份，存于）
兒童權利宣言（1959） （页面存档备份，存于）